# Bella Block: Das Schweigen der Kommissarin
Das Schweigen der Kommissarin ist ein deutscher zweiteiliger Fernsehfilm von Markus Imboden aus dem Jahr 2009, der im Rahmen der Filmreihe Bella Block entstand.

## Handlung
Nicolette wird von ihrem Freund Oliver brutal zusammengeschlagen. Als sie wenig später scheinbar an den Folgen ihrer Verletzungen stirbt, sind Oliver Beck und das gemeinsame Kind spurlos verschwunden. Bella Block ermittelt mit ihren Kollegen in alle Richtungen. Dabei trifft sie auch auf die Nachbarin Leonie, die Polizistin werden möchte.
Später trifft sie auf einen Journalisten, der heimlich in Nicolette verliebt war. Er hat das Missverständnis, das zum Streit führte, initiiert, um Nicolette für sich zu bekommen. Da Nicolette sein Handeln nicht verstehen konnte und anfing zu schreien, erstickte er sie mit seinem T-Shirt.
In einer Nebenhandlung wird Block nach einem Gerichtsprozess niedergestochen und verliert kurzzeitig ihr Sprachvermögen. Zudem trennt sich ihr langjähriger Freund Simon Abendroth von ihr.

## Produktionsnotizen
Das Schweigen der Kommissarin wurde in Hamburg gedreht und am 17./19. Januar 2009 um 20:15 Uhr im ZDF erstausgestrahlt.

## Kritik
Für das Lexikon des internationalen Films war Das Schweigen der Kommissarin ein „ambitionierter (Fernsehserien-)Krimi, in dem der Kommissarin viele private Päckchen aufgeladen werden, sodass die Kriminalfälle in die Hintergrund geraten.“
Die Kritiker der Fernsehzeitschrift TV Spielfilm vergaben die bestmögliche Wertung (Daumen nach oben) und befanden: „Der Krimi kommt nur langsam in Fahrt, aber die Darsteller überzeugen“ und zogen als Fazit: „Unspektakulärer, aber stark gespielter Fall“.